# Доній Звечай
45°24′ пн. ш. 15°26′ сх. д. / 45.40° пн. ш. 15.44° сх. д.
Доній Звечай (хорв. Donji Zvečaj) — населений пункт у Хорватії, у Карловацькій жупанії у складі міста Дуга Реса.

## Населення
Населення за даними перепису 2011 року становило 165 осіб.
Динаміка чисельності населення поселення: